# Hersteld Hervormd Seminarie
Het Hersteld Hervormd Seminarie is het instituut dat de theologische opleiding van de Hersteld Hervormde Kerk verzorgt. Het seminarie werd in 2005 opgericht door het een jaar eerder gevormde kerkgenootschap, vooral om predikanten op te leiden.
De opleiding wordt gegeven aan de Vrije Universiteit Amsterdam (VU). Voordeel hiervan is dat algemene vakken gedoceerd worden door de universiteit, terwijl het theologisch onderwijs wordt gegeven door een vijftal predikanten uit het kerkverband. Er zijn ook vergelijkbare instituten aan de VU verbonden voor baptisten, doopsgezinden en remonstranten.
Op 1 september 2005 werd Willem Jan op 't Hof benoemd tot bijzonder hoogleraar, verbonden aan het Seminarie maar is inmiddels met emeritaat. Momenteel is Dr. Wim van Vlastuin bijzonder hoogleraar. 
De opleiding wordt in 2023 gevolgd door circa 50 studenten. Rector van het seminarie is eveneens Wim van Vlastuin.
Tot de docenten behoren ook de publicist Dr. Bart Jan Spruyt en Dr. P.C. Hoek, Dr. J. van de Kamp, Dr. B.A. Zuiddam en Dr. C.P. de Boer.